# Carl-Gösta Norderup
Karl Gösta (Carl-Gösta) Julius Fletcher Norderup, född 20 september 1924 i Lunds stadsförsamling i Malmöhus län, död 20 oktober 2001 i Sunne församling i Värmlands län, var en svensk militär.

## Biografi
Norderup avlade officersexamen vid Krigsskolan 1946 och utnämndes samma år till fänrik i armén, varefter han befordrades till kapten vid Skånska pansarregementet 1959. Han tjänstgjorde 1964–1966 vid Gotlands regemente och befordrades 1965 till major. Norderup var avdelningschef vid Pansarinspektionen i Arméstaben 1966–1970 och befordrades till överstelöjtnant 1967. Han tjänstgjorde 1970–1971 vid Södra skånska regementet, tjänstgjorde 1971 i FN-insats på Cypern och var 1971–1976 chef för FN-avdelningen vid Arméstaben, befordrad till överste 1972. Han var 1976–1980 ställföreträdande chef för Skaraborgs regemente och efter att 1980 ha befordrats till överste av första graden var han 1980–1984 ordinarie chef för regementet tillika befälhavare för Skaraborgs försvarsområde. Norderup är begraven på Sunne kyrkogårds södra del.